# The Heart of John Barlow
Pour plus de détails, voir Fiche technique et Distribution.
The Heart of John Barlow est un film muet américain réalisé par Francis Boggs et sorti en 1911.

## Fiche technique
- Réalisation : Francis Boggs
- Production : William Selig
- Dates de sortie : 
  - États-Unis : 8 septembre 1911

## Distribution
- Sydney Ayres
- George Hernandez
- Herbert Rawlinson
- Betty Harte
- Baby Lillian Wade
- Frank Weed
- Tom Santschi